# ميتشيل أكرس
ميتشيل أكرس (بالإنجليزية: Michelle Akers)، من مواليد 1 فبراير 1966 في سانتا كلارا في كاليفورنا في الولايات المتحدة الأمريكية، لاعبة كرة قدم أمريكية سابق، وقد أختارها بيليه ضمن قائمة أفضل 125 لاعب حي في مارس 2004.
و قد سجلت 105 أهداف دولية وصنعت 37 هدف.

## روابط خارجية
- ميتشيل أكرس على موقع الاتحاد الدولي (مؤرشف)  (الإنجليزية)
- ميتشيل أكرس على موقع قاعدة بيانات كرة القدم.إي يو (الإنجليزية)
- ميتشيل أكرس على موقع Soccerway.com (الإنجليزية)
- ميتشيل أكرس على موقع عالم كرة القدم.نت (الإنجليزية)
- ميتشيل أكرس على موقع اللجنة الأولمبية الدولية (الإنجليزية)
- ميتشيل أكرس على موقع أوليمبيديا (الإنجليزية)
- ميتشيل أكرس على موقع قاعة فلوريدا للمشاهير الرياضية (الإنجليزية)